# K.u.k. Infanterieregiment „Viktor Emanuel III. König von Italien“ Nr. 28
Das k.u.k. Infanterieregiment „Viktor Emanuel III. König von Italien“ Nr. 28 war ein 1698 gegründetes Infanterie-Regiment der Gemeinsamen Armee Österreich-Ungarns, das zu Beginn des Ersten Weltkrieges in Galizien eingesetzt wurde. Es wurde 1915 wegen vermeintlichen Überlaufens zum Feind auf kaiserlichen Befehl hin zunächst aufgelöst, um einige Monate später neu aufgestellt zu werden.

## Geschichte

### Anfänge
Errichtet: 1698
- Einsatz im Spanischen Erbfolgekrieg
- 1713 Belagerung von Freiburg
- Österreichisch-Türkischer Krieg (1716–1718)
- 1716 Teilnahme an der Schlacht von Peterwardein, wobei der Regimentschef Friedrich Ludwig von der Lancken gefallen ist
- Belagerung von Temesvar
- 1717 Belagerung von Belgrad
- 1757 Schlacht bei Prag und Kolin
- 1758 Schlacht bei Hochkirch
- 1787 Bayerischer Erbfolgekrieg: eingeteilt bei der Haupt-Armee in Böhmen (Glatz)
- 1793 Schlacht bei Neerwinden
- 1794 Belagerung von Le Quesnoy und Maubeuge
- 1796 Schlacht bei Schliengen
- 1800 Blockade von Genua und Schlacht bei Marengo
- Kapitulation von Ulm am 18. Oktober 1805
- Feldzuge 1809 in Bayern, eingeteilt beim XI. Armeekorps, Schlacht bei Aspern und Wagram
- 1814 Schlacht bei Brienne
- 1849 Schlachten bei Komorn, Sturm auf den Acser-Wald, Vormarsch im Verband des I. Korps bis nach Arad
- Schlacht bei Custozza (1866), eingeteilt beim V. Armeekorps der Süd-Armee[1]

### Juli 1914
Verbandszugehörigkeit Stab, I., III., und IV. Baon: 5. Infanterie-Brigade – 3. Infanterietruppendivision – XIV. Armeekorps
Verbandszugehörigkeit II. Baon: 18. Infanterie-Brigade – 9. Infanterietruppendivision – VIII. Armeekorps
Ethnische Zusammensetzung Mannschaften: 95 % Tschechen – 5 % andere
Regimentssprache: tschechisch
Ergänzungsbezirkskommando, Ersatzbataillonskader: Prag
Garnison: Stab, I. Baon: Prag – II. Baon: Schlanders – III. Baon: Innsbruck – IV. Baon: Malé
Deutsche Uniform – Egalisierungsfarbe: grasgrün – Knöpfe: weiß

## Erster Weltkrieg
Während des Ersten Weltkriegs bestand das Regiment zu mehr als 90 % aus Wehrpflichtigen aus Prag und Umgebung. Zu Kriegsbeginn war das Regiment Teil der 5. Inf. Brigade (Generalmajor Schneider-Mannsau) der 3. Infanterietruppendivision (FML Roth), welche beim XIV. Armeekorps in der Schlacht von Lemberg eingesetzt wurde.
Kommandant: Oberst Ferdinand Sedlaczek
Stabsoffiziere:
Oberste:  Eduard Edler von Merten, Hugo Eckelt
Oberstleutnants: Alexander de Brunfaut, Friedrich Balling
Majore: Florian Schaumeier, Theodor Praschak, Rudolf Rumpel

### Die Legende vom Verrat am Karsamstag 1915
Anfang April 1915 bestand das Regiment aus verhungerten und verletzten Männern, die sich im Verband des k.u.k. III. Korps nach der Karpatenschlacht 2 Wochen lang neue Stellungen in nassem Schnee graben mussten. Oberste und Oberstleutnants hatten sich zuvor schon abgesetzt. Der provisorische Kommandant Florian Schaumeier ersuchte, die Soldaten zurückziehen zu dürfen, dies wurde ihm aber verweigert. Bei einem Angriff der russischen 49. Division (XXIV. Armeekorps) wurde der spärliche Nachschub vollständig abgeschnitten und nach einigen Tagen das Regiment nahezu vollständig aufgerieben.
In der offiziellen Darstellung wurde verbreitet, dass die meisten Mitglieder des Regiments zu den Klängen der Regimentskapelle auf die russische Seite desertierten. Da diese Darstellung für beide kriegsführenden Seiten Vorteile hatte, wurde sie lange kolportiert. Die Russen konnten so die Anziehungskraft der panslawischen Idee darstellen und für die k.u.k.-Armeeführung diente das Bild der „treuelosen Tschechen“ als Ablenkung von den Versäumnissen bei der Fürsorge für die eigenen Soldaten. Insbesondere konnte so davon abgelenkt werden, dass das wesentlich besser bewaffnete Infanterieregiment 87 die „28er“ ihrem Schicksal überließ.

### Wiedererrichtung
Nach der Auflösung des Regiments im April 1915 wurden die ehemaligen Regimentsangehörigen auf das III. Korps verteilt. Von der Auflösung ausgeschlossen blieb allerdings das Marschbataillon XI/28, das nach dem italienischen Kriegseintritt im Mai 1915 an die Isonzofront verlegt wurde. Das Bataillon konnte sich unter Beibehaltung der Bezeichnung in der 2. Isonzoschlacht und 4. Isonzoschlacht in den Kämpfen um den Monte San Michele auf dem Karst östlich von Görz auszeichnen. Im Dezember 1915 wurde das dem VII. Korps zugehörige Bataillon dem XV. Korps der Armeegruppe Rohr unterstellt. Nachdem das Regiment in der Folge in Bosnien neu aufgestellt worden war, wurde es im Juni 1916 zur 10. Armee an die Kärntner Front verlegt.  Im Verband der zur 94. Infanterietruppendivision gehörenden 57. Gebirgsbrigade standen die 28er im östlichen Bereich des Karnischen Hauptkamms westlich von Nassfeld bis zum Frühjahr 1917.
Im Frühjahr 1917 wurde das Regiment im Zuge der 10. Isonzoschlacht auf den Karst nach San Giovanni nordwestlich von Duino und westlich der Hermada verlegt. Während der erfolgreichen österreichisch-ungarischen Gegenoffensive im nordöstlich angrenzenden Frontabschnitt bei Flondar am 4. Juni 1917 verlor das Infanterieregiment Nr. 28 mit über 300 Toten und fast 900 Verwundeten zwei Drittel seines Gefechtsstandes. Auch während der 11. Isonzoschlacht lag das Regiment im Raum der Hermada nordwestlich von Triest.
Nach der 12. Isonzoschlacht und dem Zusammenbruch der italienischen Front, nahm das Regiment im Verband der zur 2. Isonzoarmee gehörenden 28. Infanteriedivision an der Verfolgung der italienischen Truppen bis zum Piave teil. Am 6. November stand das Regiment als Divisionsvorhut bei Visinale südwestlich von Pordenone am Ufer der Meduna. Zwei Tage danach wurde die Livenza überschritten und am 9. erreichte die 28. Infanteriedivision das Ostufer des Piave bei Cimadolmo.
Ende Dezember 1917 wurde das Infanterieregiment Nr. 28 im Verband der 28. Infanteriedivision an die 11. Armee abgegeben. Mit der Division stand das Regiment im Grappa-Massiv und wehrte dort Mitte Jänner italienische Angriffe am Monte Asolone ab. In Vorbereitung auf die Piaveoffensive wurde die Division im Mai 1917 an das auf der Hochfläche von Asiago stehende III. Korps abgegeben. Bei der am 15. Juni 1918 begonnenen Offensive war das Infanterieregiment Nr. 28 als Divisionsreserve eingeteilt. Der Angriff des III. Korps auf den von britischen und französischen Truppen verteidigten Frontabschnitt um den Monte Kaberlaba südlich von Asiago brach allerdings nach wenigen Stunden zusammen, bevor das Regiment zum Einsatz gelangte.
Am 20. Juni wurde das Regiment im Verband der 28. Division zur in die Bedrängnis geratene, von Svetozar Boroević von Bojna befehligte, Heeresgruppe an den Piave abkommandiert. Am 28. Juni traf sie im Raum um Arsiè und Fonzaso am nördlichen Rand des Grappa-Massivs beim XXVI. Korps ein. Ab Mitte Juli lagen die 28er wieder am Monte Asolone auf dem Grappa-Massiv, der in der Folgezeit mit anderen österreichisch-ungarischen Einheiten gegen wiederholt angreifende italienische Truppen verteidigt wurde. Bis zur italienischen Schlussoffensive im Oktober 1918 wurde in Ablösung mit den Truppen der 4. Infanteriedivision der Frontabschnitt am Monte Asolone verteidigt. Als am 24. Oktober die Italiener in der sogenannten Schlacht von Vittorio Veneto zum entscheidenden Angriff ansetzten, befand sich das Regiment mit der Division erst seit wenigen Tagen bei Fonzaso in der Retablierung. In aller Eile wurde es wieder an die Front am Monte Asolone gezogen. Nach der Aufgabe des Monte Asolone zwischen dem 30. und 31. Oktober zogen sich die Reste der Division über das Primör Richtung Norden zurück.

## Führung

### Regiments-Inhaber
- FZM Franz Sebastian von Thürheim (1698–1713)
- FML Ernst Philipp von der Lancken (1713–1716)
- FM Leopold Philipp Herzog von Arenberg (1716–1754)
- Gm Leopold Baron Scherzer (1754)
- FM Friedrich Graf von Wied-Runckel (1754–1779)
- FZM Wilhelm Ludwig Gustav von Wartensleben (1779–1798)
- FML Michael von Fröhlich (1799–1814)
- FZM Johann Nepomuk von Kutschera (1815–1832)
- FZM Theodor Baillet de Latour (1832–1848)
- FZM Ludwig von Benedek (1849–1881)
- Humbert I., König von Italien (1881–1900)
- Viktor Emmanuel III., König von Italien (1900–1915)

### Regiments-Kommandanten
- Oberst Alexander von Lebzeltern (1859–1872)
- Oberst Friedrich von Bouvard (1872)
- Oberst Adolph Resić von Ruinenburg (1872–1876)
- Oberst Adolph von Wenko (1876–1877)
- Oberst Alexander Heimbach von Ethlersheim (1877–1882)
- Oberst Alois Hauptmann (1882–1886)
- Oberst Johann Holzbach (1886–1890)
- Oberst Ludwig Castaldo (1890–1894)
- Oberst Julius Weyrich von Trubenburg (1894–1889)
- Oberst Hugo Meixner von Zweienstamm (1889–1902)
- Oberst Heinrich Fath (1902–1907)
- Oberst Franz Daniel (1907–1912)
- Oberst Ferdinand Sedlaczek (1912–1914)
- Oberst Eduard von Merten (1914–1915)
- Oberst Maximilian Hemala (1917–1918)